# For the Fans
For the Fans es un conjunto de 3 discos y un VHS del grupo musical estadounidenses Backstreet Boys, lanzado por la discográfica Zomba en agosto del año 2000. Que fueron distribuidos a través del restaurante internacional Burger King, como parte de una promoción en la que se incluían con la compra de un menú.

## Listado de canciones

### CD1
1. «Larger Than Life» (Vivo)
2. «Back to Your Heart» (Vivo)
3. «All I Have to Give» (Vivo)

### CD2
1. «The One» (Vivo)
2. «Show Me the Meaning of Being Lonely» (Vivo)
3. «Quit Playing Games (With My Heart)» (Vivo)

### CD3
1. «I Want It That Way» (Vivo)
2. «Don't Want to Lose You Now» (Vivo)
3. «Don't Want You Back» (Vivo)

### Canciones incluidas en todos los discos
1. «It's True»
2. «That's What She Said»
3. «All I Have to Give» (A capela)
4. «My Religion» (Con Krystal Harris)